# Rim (pokrajina)
Pokrajina Rim (talijanski: Provincia di Roma) je talijanska pokrajina u regiji Lacij. Glavni grad je Rim. Ova pokrajina s preko četiri milijuna stanovnika je najnapučenija pokrajina u Italiji, te po površini jedna od najvećih.
Pokrajina na sjeveru graniči s pokrajinama Viterbo i Rieti, na istoku s Abruzzom (pokrajina L'Aquila) i pokrajinom Frosinone, na jugu s pokrajinom Latinom, dok na zapadu izlazi na Tirensko more. Na području ove pokrajine nalazi se država Vatikan.

## Najveće općine
(stanje od 31. svibnja 2007)
| Općina              | Stanovništvo |
| ------------------- | ------------ |
| Rim                 | 2.708.395    |
| Guidonia Montecelio | 77.345       |
| Fiumicino           | 62.328       |
| Pomezia             | 54.042       |
| Tivoli              | 52.278       |
| Civitavecchia       | 51.677       |
| Velletri            | 51.054       |
| Anzio               | 48.877       |
| Nettuno             | 42.864       |
| Albano Laziale      | 38.679       |
| Ciampino            | 38.168       |
| Marino              | 37.875       |
| Ardea               | 37.852       |
| Monterotondo        | 37.394       |
| Ladispoli           | 37.174       |
| Cerveteri           | 33.733       |
| Fonte Nuova         | 26.168       |
| Genzano di Roma     | 22.742       |
| Colleferro          | 22.071       |
| Frascati            | 20.671       |
| Grottaferrata       | 20.422       |
| Mentana             | 19.447       |
| Palestrina          | 18.914       |
| Ariccia             | 18.208       |
| Anguillara Sabazia  | 17.246       |
| Bracciano           | 17.167       |
| Santa Marinella     | 17.115       |
| Zagarolo            | 15.708       |

## Vanjske poveznice
- (tal.)Službena stranica pokrajine  Arhivirana inačica izvorne stranice od 29. veljače 2000. (Wayback Machine)